# Stroodorp
Stroodorp is een buurtschap in de gemeente Noord-Beveland in de Nederlandse provincie Zeeland. De buurtschap is gelegen tussen Kamperland en Geersdijk aan de Oosthavendijk en de Stroodorpseweg. Het bestaat uit zo'n 35 huizen.

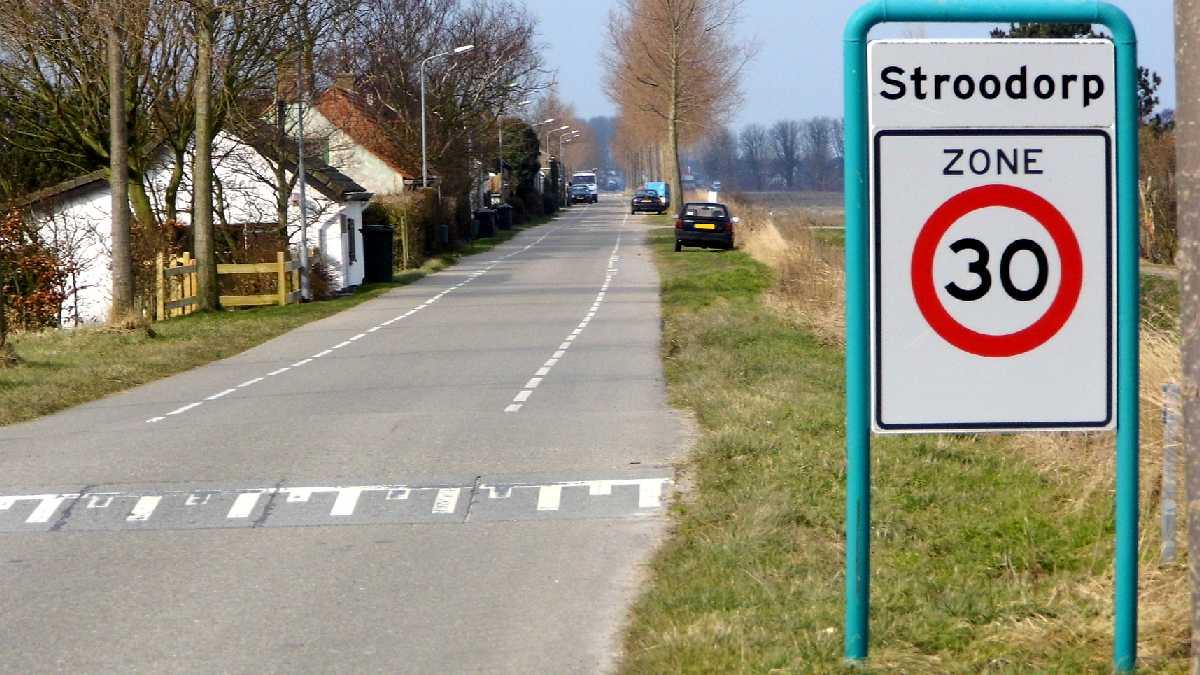
Stroodorp met kombord

Stad: Kortgene

Dorpen: Colijnsplaat · Geersdijk · Kamperland · Kats · Wissenkerke

Buurtschappen: Campensnieuwland · Jacoba · Plankendorp · Stroodorp

Zeeland: Steden en dorpen in Zeeland      Nederland: Provincies · Gemeenten